# Corina (album)
Corina este un album de teatru radiofonic muzical lansat de Electrecord în anul 1984. Discul prezintă interpretarea piesei de teatru "Corina" de Edmond Deda, aceasta fiind o adaptare a piesei de teatru Jocul de-a vacanța de Mihail Sebastian. Albumul a fost lansat pe două discuri de vinil, pentru a putea cuprinde ambele acte ale piesei. Primul disc conține primul act, iar cel de-al doilea disc include al doilea act. Albumul a fost înregistrat de către Radio România. Rolurile principale sunt interpretate de Angela Similea, în rolul Corinei, și de Florin Piersic, care interpretează rolul lui Ștefan Valeriu. Corina a reprezentat debutul Angelei Similea în teatru.

## Lista actelor
- Fața A: Actul I
- Fața B: Actul I (continuare)
- Fața C: Actul II
- Fața D: Actul II (continuare)

## Distribuția
- Corina – Angela Similea
- Ștefan Valeriu – Florin Piersic
- Domnul Bogoiu – Matei Alexandru
- Madame Vintilă – Vali Niculescu
- Maiorul – Victor Moldovan
- Agnes – Adina Popescu
- Jeff – Vasile Popescu
- Un călător – Petre Gheorghiu-Goe
- Nevasta călătorului – Cella Tănăsescu

## Personal
- Conductor orchestră – Edmond Deda
- Regia artistică – Matei Alexandru
- Regia muzicală – Romeo Chelaru
- Grafica – Valentin Săhleanu
- Texte muzicale – Cella Tănăsescu
- Muzica – Edmond Deda
- Orchestra – condusă de Edmond Deda
- Fotografie – Cornel Lazia
- Redactor de disc – Ștefan Bonea
- Text – Mihail Sebastian